# Ndżamena
Ndżamena (arab. نجامينا, fr. Ndjamena, także: N’Djamena) – stolica i największe miasto Czadu, położone w południowo-zachodniej części kraju, na prawym brzegu rzeki Szari, niedaleko ujścia rzeki Logone.
Ndżamena jest głównym ośrodkiem politycznym, administracyjnym, gospodarczym, naukowym i kulturalnym kraju. Stanowi ważny węzeł komunikacyjny Afryki Środkowej, przy czym ze względu na słaby rozwój utwardzonych dróg dominującą rolę odgrywa transport lotniczy. Znajdują się tu siedziby prezydenta, zgromadzenia narodowego, Rady Ministrów oraz innych władz centralnych. Ndżamena jest ośrodkiem dystryktu stołecznego (fr. Ville de Ndjamena).
Miasto jest centrum gospodarczym i handlowym Czadu, z wieloma zakładami przemysłowymi i przetwórczymi. Do najważniejszych gałęzi przemysłu reprezentowanych w mieście należą zakłady przetwórstwa ryb (rzecznych), mięsa i bawełny. Ndżamena jest również ośrodkiem handlu zwierzętami hodowlanymi, solą i zbożem.

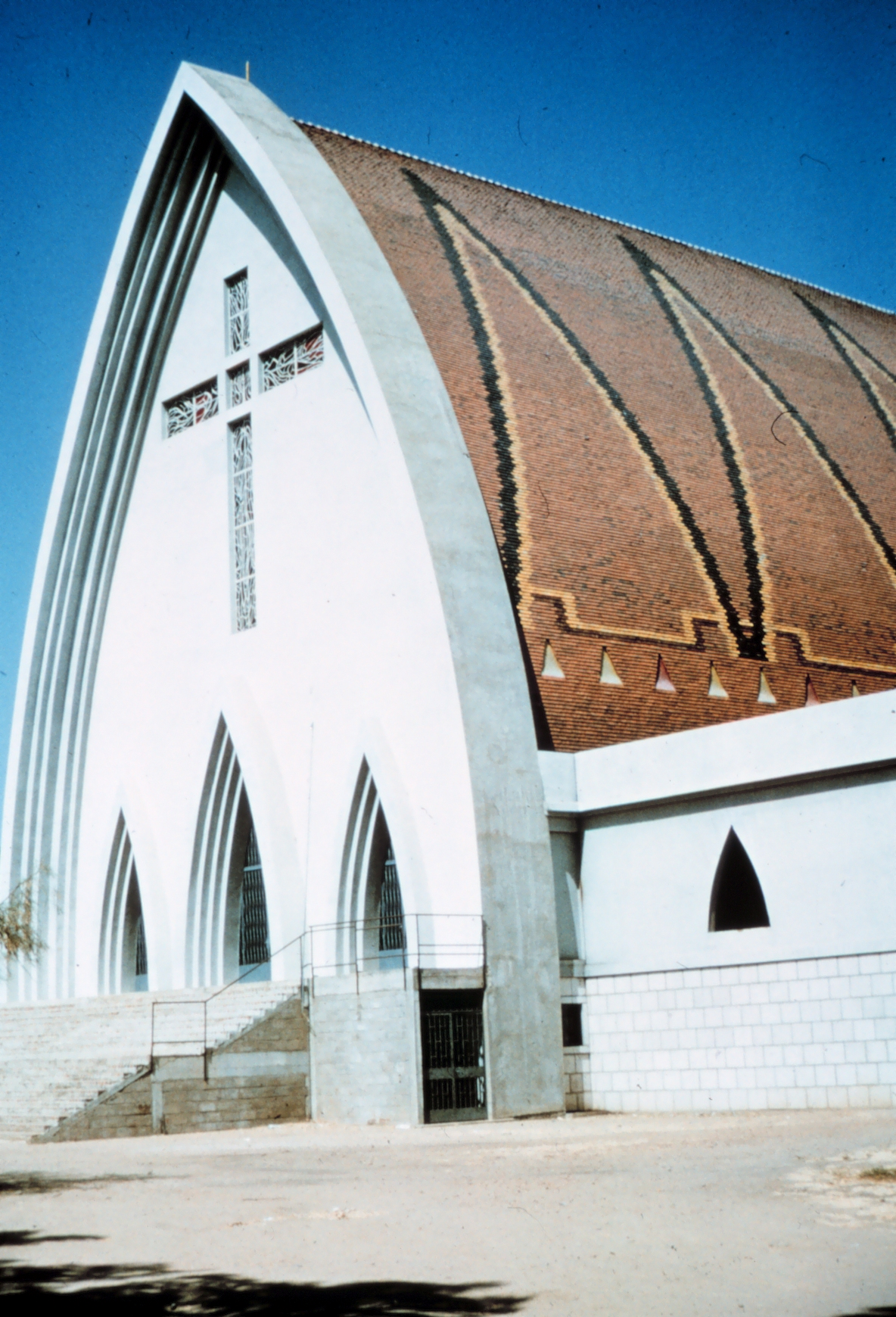
Archikatedra w Ndżamenie

Ndżamena jest największym miastem Czadu, jeśli chodzi o liczbę ludności (według szacunków w 2009 r. liczba mieszkańców mogła sięgnąć 993 tys. osób). Ze względu na złożoną sytuację polityczną, a także stosunkowo dobre, jak na warunki czadyjskie, perspektywy znalezienia pracy, liczba ludności miasta nieustannie rośnie.

## Położenie
Ndżamena leży w dolnym biegu rzeki Szari, w południowo-zachodniej części kraju, w odległości ok. 30 km od brzegów jeziora Czad. Teren, na którym rozpościera się miasto jest płaski, równinny, o średniej wysokości położenia 295 m n.p.m.
Miasto leży na prawym brzegu rzeki Szari, naprzeciwko ujścia rzeki Logone. Rzeka Szari tworzy w tym miejscu naturalną granicę państwową między Czadem i Kamerunem. Po drugiej stronie Szari leży kameruńskie miasto Kousséri, połączone z Ndżameną dwoma mostami drogowymi.

## Klimat

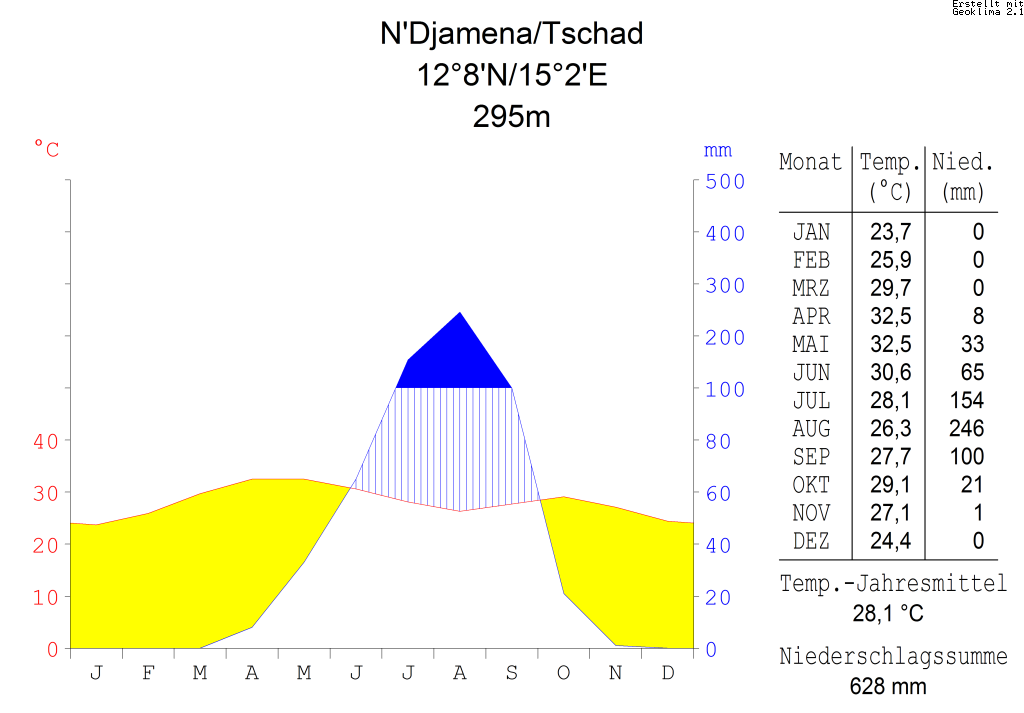
Klimatogram Ndżameny

W Ndżamenie występuje klimat podrównikowy. Najchłodniejszym miesiącem jest styczeń, gdy średnie temperatury wynoszą +24 stopnie Celsjusza. W lipcu średnia temperatura zbliża się do +28 stopni. Roczne opady wynoszą 620–650 mm (dla porównania: średnie opady deszczu w Polsce wynoszą 550–600 mm).

## Ludność
Dynamika wzrostu liczby ludności zamieszkującej miasto jest znaczna. W 1911 r., a więc jedenaście lat po założeniu, miasto liczyło zaledwie 4000 mieszkańców. Dane z kolejnych lat, wskazują na szybki przyrost liczby mieszkańców, przy czym proces ten nabrał tempa po uzyskaniu przez Czad niepodległości w 1960, co widać po skokowym wzroście w dwudziestoleciu 1947-1968, z 18 tys. w 1947 r. do 126 tys. w 1968. Jeszcze szybszy wzrost można zaobserwować w kolejnym dwudziestoleciu, gdy liczba mieszkańców wzrosła czterokrotnie, ze 130 tys. w 1972 r. do 531 tys. w 1993 r.
Wzrost liczby mieszkańców Ndżameny ujęty został w poniższym wykresie:
Nieustanny wzrost liczby mieszkańców wynika przede wszystkim z ważnej roli gospodarczej, jaką miasto pełni w Czadzie. Ze względu na możliwość znalezienia pracy oraz – co za tym idzie – ustabilizowania sytuacji finansowej, miasto jest i było postrzegane przez mieszkańców prowincji jako atrakcyjne. Proces wewnętrznej migracji finansowej wzmacniany jest dużym stopniu przez niepewną sytuację społeczno-polityczną państwa: w Ndżamenie schronienia szukają uciekinierzy z rejonów objętych działaniami wojennymi bądź partyzanckimi.
Szybki wzrost liczby mieszkańców nie idzie jednak w parze ze wzrostem infrastruktury miejskiej (drogi, wodociągi, kanalizacja, śmieci, energia elektryczna), głównie ze względów finansowych. Dodatkowo burzliwe wydarzenia z najnowszej historii Czadu, wojny z Libią, konflikt z Sudanem oraz niepokoje wewnętrzne przekładają się na stałe obniżanie komfortu życia w mieście.
Główne wspólnoty etniczne, zamieszkujące Ndżamenę to czadyjscy Arabowie (11,08% ogółu ludności), a także lud Ngambay (16,41%), Hadjerai (9,15%), Daza (6,97%), Bilala (5,83%), Kanembu (5,80%), Maba (4,84%), Kanuri (4,39%), Gor (3,32%), Kuka (3,20%), Sara (2,24%) oraz Barma (2,10%).
Ludność jest bardzo zróżnicowana religijnie, choć większość mieszkańców wyznaje Islam.

## Podział administracyjny
Zgodnie z dekretem prezydenckim z dnia 10 marca 2009 r. Ndżamena podzielona jest na dziesięć jednostek, zwanych dzielnicami miejskimi (fr. arrondissements municipaux). Dzielnice nie mają odrębnych nazw, lecz przyporządkowane numery i dzielą się na mniejsze jednostki administracyjne (kwartały, fr. quartier), które posiadają własne, zwyczajowe nazwy.

## Komunikacja

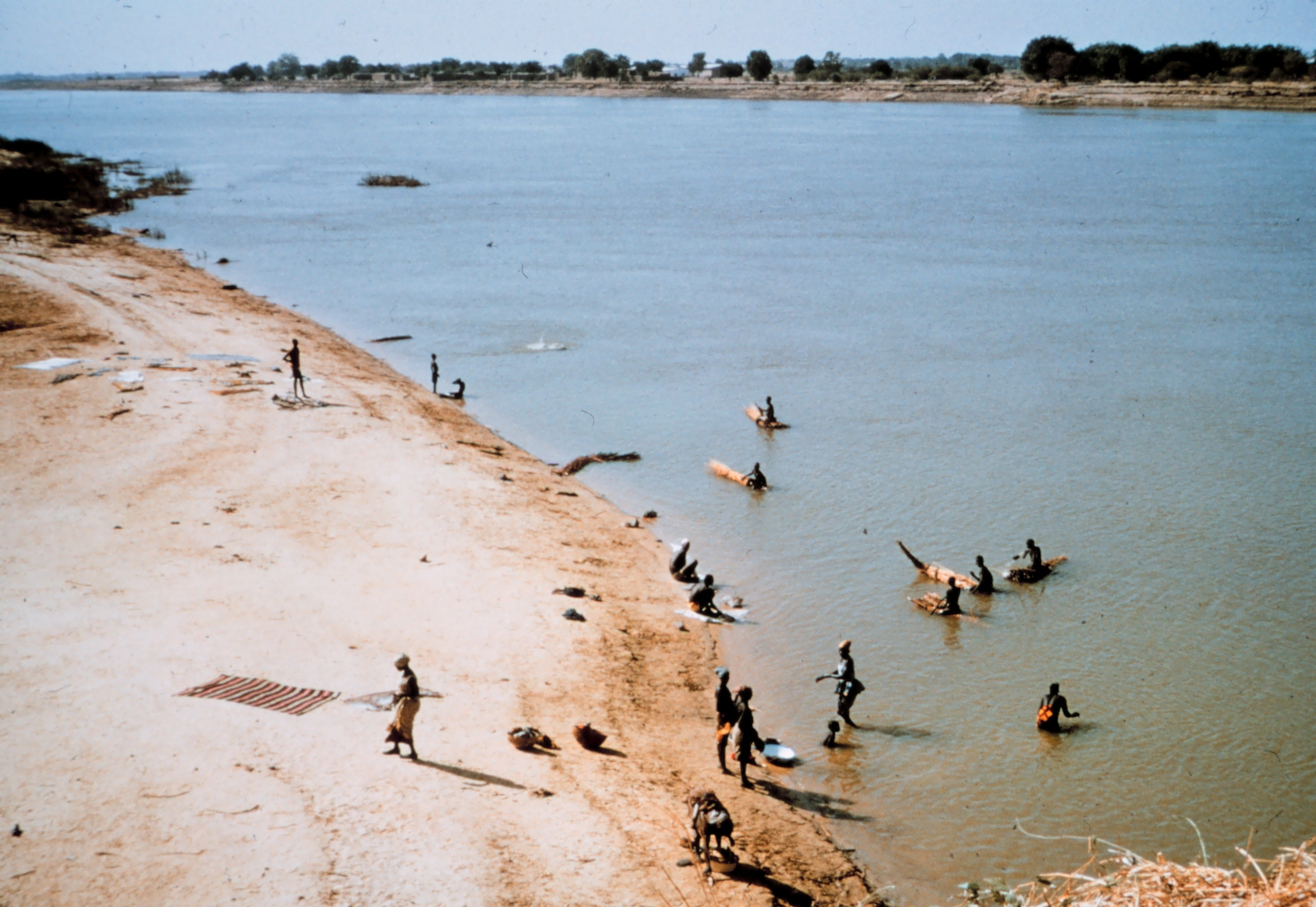
Brzeg rzeki Szari w Fort-Lamy (zdjęcie z lat 60. XX w.)

### Lotnisko
W Ndżamenie działa międzynarodowy port lotniczy im. Hassana Djamousa (fr. Aéroport International Hassan Djamous, kody lotniska: według IATA – NDJ, według ICAO – FTTJ) z którego korzysta kilka linii lotniczych, głównie afrykańskich (m.in. Cargolux, Air France, Ethiopian Airlines, Sudan Air oraz Cameroon Airlines). Połączenia z Europą są realizowane przez Paryż.
Od 1986 r. w pobliżu lotniska istnieje baza wojskowa francuskich sił zbrojnych, wykorzystywana przez lotnictwo francuskie podczas działań militarnych na terenie Czadu (np. w trakcie Operacji Krogulec w 1986 r.). W 2006 r. stacjonował tu personel wojskowy liczący ok. 1000 osób, myśliwce Mirage F-1, śmigłowce Puma oraz samoloty transportowe i zwiadowcze.
Z wyposażenia francuskiej bazy wojskowej oraz lotniska korzystają również Czadyjskie Siły Powietrzne.

### Transport rzeczny
Istotną rolę w regionie odgrywa transport rzeczny. Na odcinku między Ndżameną a jeziorem Czad rzeka Szari jest żeglowna przez cały rok, natomiast między stolicą a miastem Sarh komunikacja wodna możliwa jest we wrześniu i październiku. Również rzeka Logone, która wpada do Szari w Ndżamenie, jest żeglowna na odcinku od stolicy do przemysłowego miasta Moundou i wykorzystywana bywa do celów transportowych we wrześniu i październiku.

### Mosty
Do 1985 r. nie było żadnego połączenia drogowego między Ndżameną a położonym po drugiej stronie rzeki Szari kameruńskim Kousséri, zaś ruch między tymi miastami odbywał się przy pomocy promów. Gdy jednak w połowie lat 80. na skutek długotrwałej suszy poziom wody w rzece spadł za bardzo, przeprawa promem na drugi brzeg stała się niemożliwa. Zbudowano wówczas pierwszy most, który pozwolił wznowić ruch między obydwoma miastami.
Obecnie w Ndżamenie istnieją dwa mosty, łączące brzeg czadyjski z położonym po drugiej stronie rzeki Szari Kamerunem: wybudowany w latach 80. most Chagoua oraz Most Jedności.
Most Chagoua (nazwany tak od dzielnicy, w której się znajduje) zapewnia najkrótsze połączenie centrum Ndżameny z miastem Kousséri. Został on wzniesiony na 8 filarach i posiada jeden pas, pozwalający na jazdę samochodem tylko w jednym kierunku. Pośrodku mostu znajduje się kilkudziesięciometrowe rozszerzenie jezdni, dzięki któremu możliwe jest wymijanie się pojazdów zmierzających w dwóch kierunkach. Ponieważ przepustowość tak skonstruowanego mostu nie jest duża i ponieważ zdarzały się wypadki śmiertelne, gdy samochody wpadały do rzeki, pojawiła się konieczność zbudowania drugiego mostu. Został on wzniesiony w latach 1999–2002 kilkaset metrów na wschód od mostu Chagoua przy pomocy kapitału tajwańskiego. Most ten jest dłuższy (liczy 960 m) i szerszy (posiada dwa pasy) i pozwala na swobodną komunikację samochodową między Ndżameną i Kousseri. Nowa budowla oficjalnie nosi nazwę Mostu Jedności (fr. Pont de l’Unité), nieoficjalnie używa się także określenia Most Tajwański (fr. Pont Taïwanais). Całkowity koszt budowy mostu wyniósł 3 mld franków CFA.

## Gospodarka

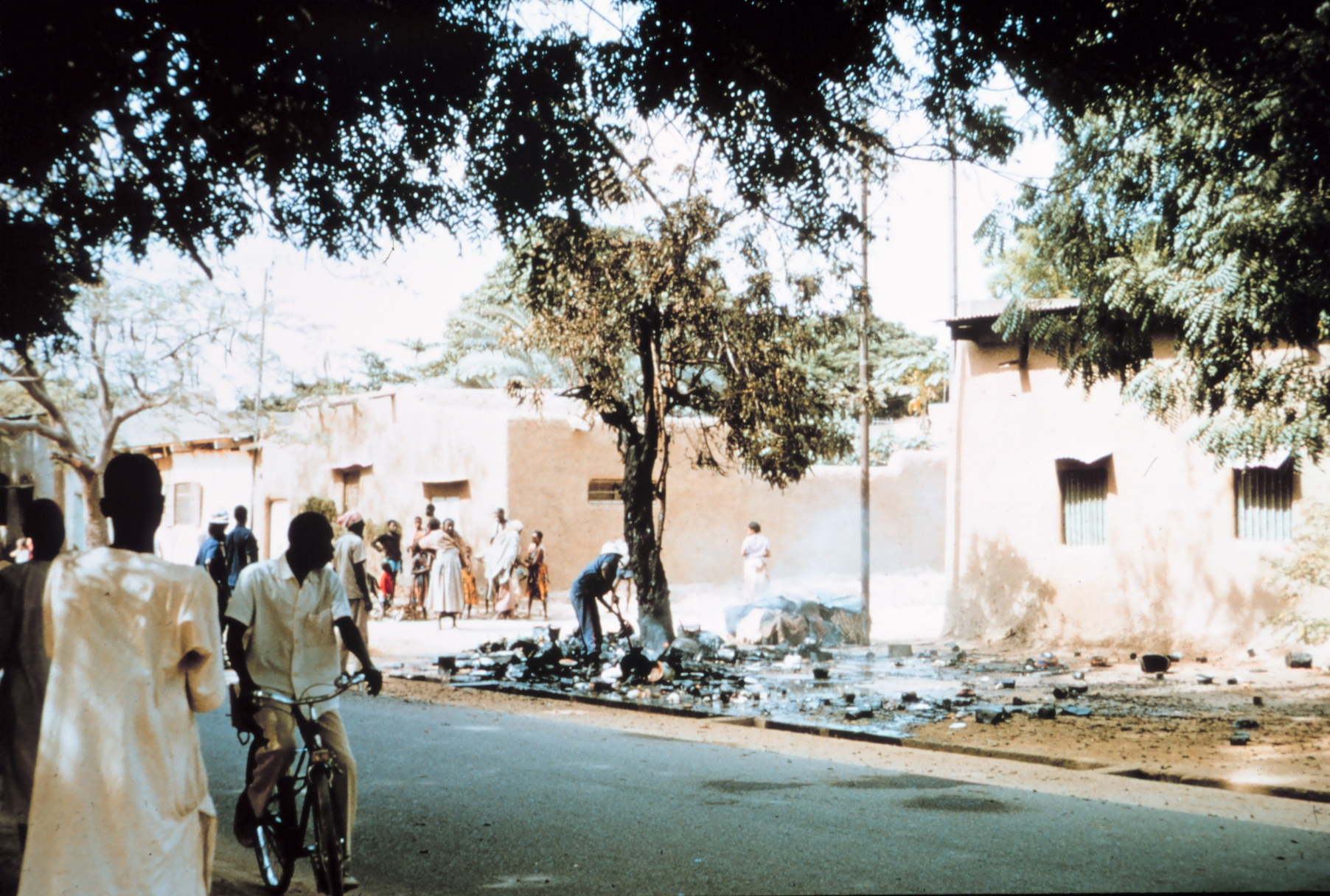
Ulica Fort-Lamy (zdjęcie z lat 60. XX w.)

Ndżamena jest głównym centrum administracyjnym, gospodarczym i kulturalnym kraju. Działa tu port na rzece Szari, położony niedaleko ujścia rzeki Logone. Po drugiej stronie Szari leży kameruńskie miasto Kousséri, z którym Ndżamena połączona jest dwoma mostami.
W Ndżamenie swoją siedzibę ma kilka banków i instytucji finansowych o znaczeniu regionalnym. Znajduje się tu siedziba Banku Państw Afryki Środkowej (fr. Banque des Etats de l’Afrique Centrale), pełniącego rolę banku centralnego i głównego emitenta pieniędzy w krajach, należących do Wspólnoty Gospodarczej i Monetarnej Afryki Środkowej.
Ndżamena, obok miasta Moundou, jest najważniejszym w Czadzie ośrodkiem przemysłowym, w którym działają liczne, choć najczęściej niewielkie, zakłady wytwórcze i manufaktury, produkujące różnorakie towary przeznaczone głównie na rynek wewnętrzny. Ponieważ Czad jest krajem, w którym dominującą rolę w gospodarce odgrywa rolnictwo, większość działających w Ndżamenie zakładów przemysłowych nastawiona jest na obróbkę i przetwórstwo produktów rolnych. Są to m.in. wytwórnie napojów i lodu, mydła, oleju, papierosów; działają przędzalnie, szwalnie, jest browar, cukrownia, rzeźnia i przetwórnia mięsa itp.

## Edukacja
Ndżamena jest największym ośrodkiem edukacji i nauki w Czadzie. Działa tu najstarsza i najważniejsza instytucja naukowa kraju – państwowy Uniwersytet Ndżameński, utworzony w 1971 r. Obecnie na uniwersytecie średnio ok. 6000 studentów rocznie, znajdując po ukończeniu nauki pracę w administracji państwowej, służbach cywilnych, a także jako nauczyciele w szkołach średnich.
W mieście działa także prywatny Uniwersytet Króla Fajsala, założony w 1991 r. z pieniędzy saudyjskich. Uniwersytet ten kształci głównie nauczycieli języka arabskiego oraz prawa islamskiego, przygotowując ich do pracy w szkołach na terenie Czadu.
Prywatną uczelnią jest również Wyższy Instytut Zarządzania (fr. Institut supérieur de gestion), w którym prowadzi się zajęcia z zakresu zarządzania, księgowości i informatyki
Oprócz tego w Ndżamenie działają liczne szkoły średnie ogólne i techniczne, zarówno państwowe, jak i prywatne.

## Historia

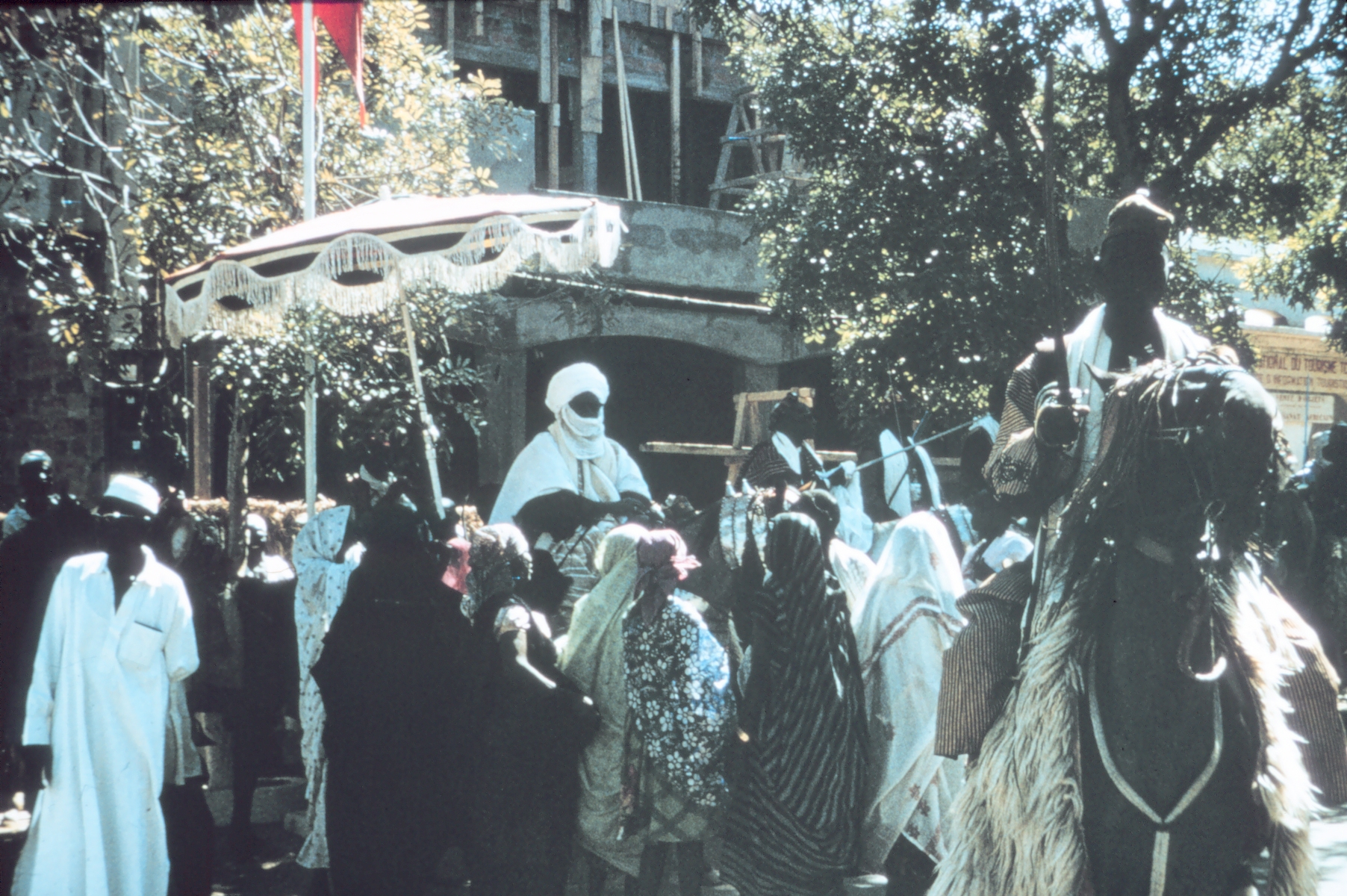
Scena uliczna z Fort-Lamy, lata 60. XX w

Ndżamena została założona pod nazwą Fort-Lamy 29 maja 1900 r. przez francuskiego wojskowego Émile Gentila. Nazwa została nadana na cześć Amédée-François Lamy, oficera, który został zabity w bitwie pod Kousséri kilka dni wcześniej.
Polski podróżnik Kazimierz Nowak, który podczas swej podróży przez Czarny Ląd dotarł do Fort Lamy 8 kwietnia 1936 r., tak opisuje to miasto:

Nagle otacza mnie cywilizacja: urząd celny, ordynarny komisarz policji, krzykliwi kupcy łaknący majątków. Naprzeciw mnie człapią garbusy poczciwe i takie smutne, jakby przykro im było, że zły poganiacz zagnał je do takiego śmietniska ludzi. Klekoczą auta, drą się trąbki wojskowe, stuka motor radiostacji. Z ludzi i przedmiotów widać sylwetki tylko. Tumany kurzu i piasku barwią wszystko na rudo. Oczy pieką, twarz i ręce pokrywa błoto z potu i pyłu.

Nowak, czekając na niezbędne zezwolenia, które umożliwiłyby mu dalszą podróż po Francuskiej Afryce Równikowej, spędził w Fort Lamy jakiś czas. Miał więc okazję zapoznać się z życiem codziennym jego białych mieszkańców, głównie urzędników kolonialnych:

Fort Lamy robi wrażenie osady tubylczej, mimo że żyje tu około dwustu białych, oficerów, urzędników administracji, jeden hotelarz i jeden kupiec. Życie towarzyskie jednak nie istnieje, królują natomiast intrygi, plotki, pretensje, jeden drugiego utopiłby w Chari, aby wspiąć się choć o stopień wyżej. Ten jest Baskiem, inny znów Bretończykiem, ten z Alzacji, a inny z Marsylii, wszyscy zaś nienawidzą się wspólnie, tworzą dzielnicowe grupki, walczą przeciw sobie stale, bez wytchnienia

.

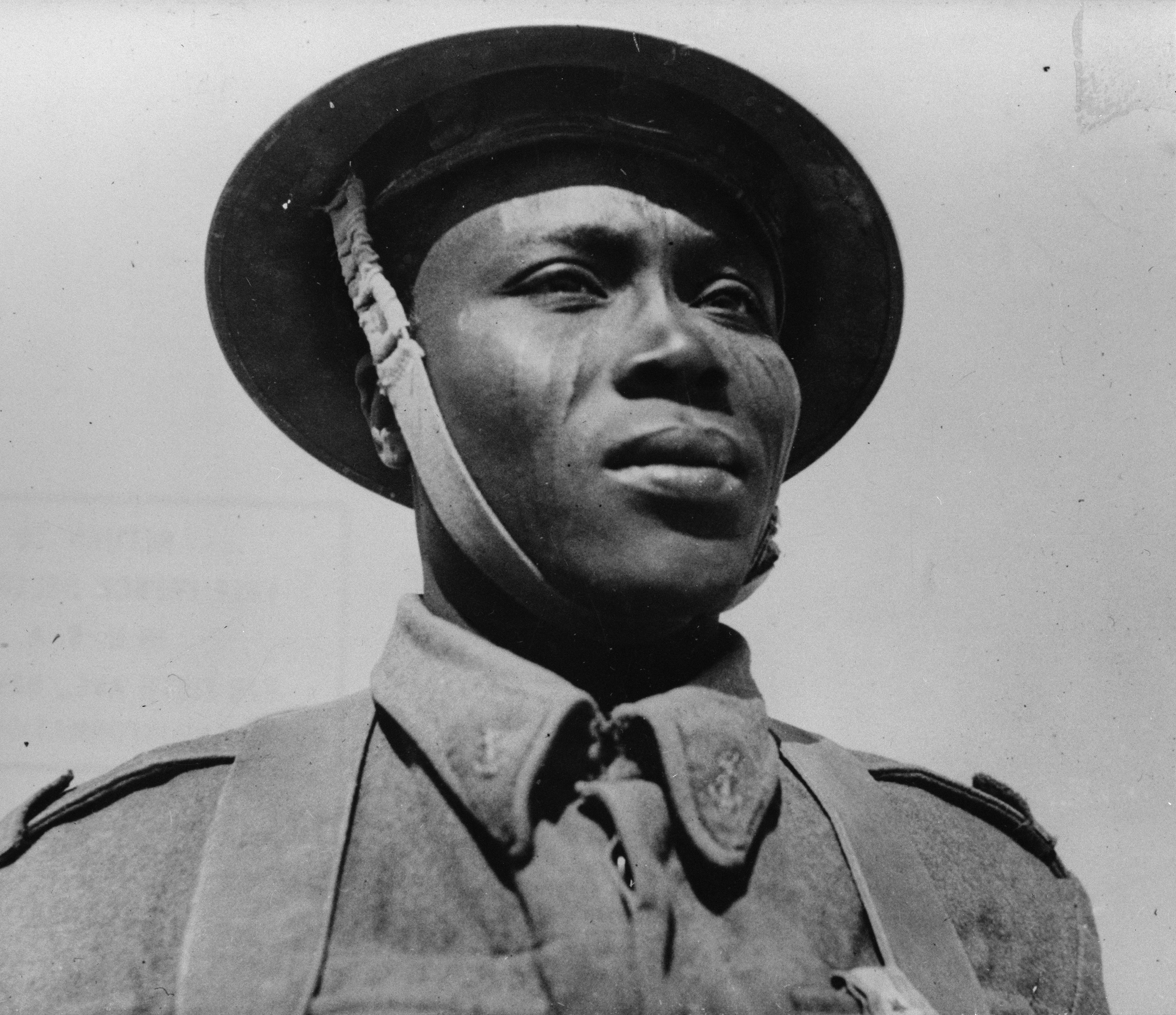
Czadyjski żołnierz odznaczony francuskim Krzyżem Wojennym (1942)

Po zawieszeniu broni w Compiègne w 1940 roku Komitet Wolnej Francji wysłał do Francuskiej Afryki Środkowej majora Philippe’a Marie Leclerca z misją tworzenia na miejscu wojsk gaullistowskich. Bazą formowanych oddziałów Wolnych Francuzów stał się Fort Lamy, zaś trzon gromadzonych tu sił stanowiły miejscowe czarnoskóre oddziały kolonialne (tzw. tirailleurs), zorganizowane w Régiment de Tirailleurs de Tchad. Podległe Leclercowi oddziały w listopadzie 1940 r. pokonały atakujące Czad wojska państw osi, zaś w latach 1941–1942 przeprowadziły przez Saharę szereg śmiałych rajdów, niszczących włoskie konwoje i wysunięte posterunki w południowej Libii.
Po ogłoszeniu przez Czad niepodległości w 1960 r. w Fort-Lamy pozostał francuski garnizon wojskowy, uznawany za największy w całej niepodległej Afryce. Stacjonowało tu ok. 3000 żołnierzy oraz 260 specjalistów wojskowych. 27 kwietnia 1964 r. czadyjski parlament uchwalił rezolucję, wzywającą rząd do wycofania wojsk francuskich z kraju. Na początku 1965 r. część oddziałów francuskich rzeczywiście wyjechała z Czadu, jednak ze względu na niepokoje wewnętrzne oraz walki we wschodnich obszarach kraju do całkowitego zlikwidowania bazy francuskiej w mieście nie doszło. Wojska francuskie brały w kolejnych latach udział po stronie rządowej przeciwko rebeliantom.
Prezydent François Tombalbaye na początku lat. 70. XX w. zainicjował akcję „afrykanizacji” przestrzeni publicznej Czadu, czyli usuwania obcych obyczajów, nazw i symboli i promowania takich, które uznane zostały za rodzime. W efekcie 6 kwietnia 1973 r. zmieniono nazwę miasta zastępując Fort-Lamy arabską nazwą jednej z sąsiednich wsi, Niǧāmīnā (co oznacza „miejsce wypoczynku”).
Miasto zostało częściowo zniszczone podczas wojny domowej w 1979 r. i ponownie w 1980. Wielu mieszkańców uciekło wówczas z oblężonego miasta, szukając schronienia po drugiej stronie rzeki Szari, w Kamerunie. Wiele instytucji i zakładów przestało wtedy działać (m.in. Uniwersytet Ndżameński, zamknięty aż do 1983 r.). Po zakończeniu działań wojennych liczba ludności dość szybko wzrosła.

## Miasta partnerskie
- Tuluza, Francja
- Marsylia, Francja